# Stadio Malvinas Argentinas
Lo stadio Malvinas Argentinas è un impianto calcistico di Mendoza, in Argentina, all'interno del Parque General San Martín e ai piedi del Cerro de la Gloria.
È la sede delle principali partite casalinghe del Godoy Cruz, da quando la squadra è salita in Primera Division. In alternativa, il club utilizza il più piccolo Stadio Feliciano Gambarte.
Nel 1978 ha ospitato sei partite della Coppa del Mondo (nella prima fase, le tre partite del Gruppo 4 disputate dai Paesi Bassi e, nella seconda fase, le tre partite del Gruppo B che non vedevano in campo l'Argentina) e nel 2011 ha ospitato alcune partite della Copa América, fra cui la semifinale fra Paraguay e Venezuela

## Partite giocate durante il Mondiale di calcio 1978
- Paesi Bassi -  Iran 3-0 (gruppo 4) il 3 giugno
- Paesi Bassi -  Perù 0-0 (gruppo 4) il 7 giugno
- Scozia -  Paesi Bassi 3-2 (gruppo 4) l'11 giugno
- Perù -  Brasile 0-3 (gruppo B) il 14 giugno
- Perù -  Polonia 0-1 (gruppo B) il 18 giugno
- Brasile -  Polonia 3-1 (gruppo B) il 21 giugno